# Матьё, Симона
Симона Матьё (фр. Simonne Mathieu, урожд. Пассмар, Passemard; 31 января 1908, Нёйи-сюр-Сен — 7 января 1980, Шату) — французская теннисистка и спортивная журналистка, первая ракетка Франции с 1928 по 1940 год и третья ракетка мира в 1932 году. Десятикратная победительница чемпионата Франции во всех разрядах, трёхкратная победительница Уимблдонского турнира в женском парном разряде. Офицер ордена Почётного легиона, член Международного зала теннисной славы с 2006 года.

## Игровая карьера
Симона Пассмар, дочь президента клуба «Стад Франсе», вышла замуж в 1925 году, в 17 лет за Рене Матьё, издателя спортивного журнала Smash, и на протяжении карьеры выступала либо под фамилией мужа, либо под двойной фамилией. Свой первый титул — чемпионки Франции среди девушек — она завоевала год спустя, а к 20 годам уже была лучшей теннисисткой Франции и не расставалась с первым местом во французской теннисной иерархии до 1940 года.
Основные успехи Матьё, предпочитавшей игру с задней линии и обладавшей мощным ударом открытой ракеткой, приходятся на 1930-е годы в Европе. С 1929 по 1939 год она восемь раз играла в финале чемпионата Франции в одиночном разряде, проиграв первые шесть финалов трём разным соперницам, но победив в 1938 и 1939 годах. В женском парном разряде она стала чемпионкой Франции шесть раз с тремя разными партнёршами, в том числе трижды — с британкой Билли Йорк, а в миксте завоевала два титула в конце 1930-х годов. В 1938 году Матьё стала абсолютной чемпионкой Франции, победив во всех трёх разрядах; кроме неё за всю историю турнира это удавалось только трём женщинам — Сюзанн Ленглен, Морин Коннолли и Маргарет Смит-Корт. Завоевав в общей сложности десять титулов чемпионки Франции во всех разрядах, Матьё по этому суммарному показателю уступает лишь Смит-Корт (13 побед) и Мартине Навратиловой (11).
На Уимблдонском турнире в одиночном разряде Матьё, хотя и ни разу не побывала в финале, с 1930 по 1939 год постоянно была в числе основных претенденток на победу, шесть раз проиграв в полуфинале и ещё четыре — в четвертьфинале. В смешанных парах она один раз стала финалисткой, а в женском парном разряде выходила в финал пять раз, одержав три победы — две с американкой Элизабет Райан и одну с Йорк. Она ни разу не участвовала в ещё одном турнире Большого шлема — чемпионате Австралии, а на чемпионате США побывала лишь дважды, в 1938 году став четвертьфиналисткой в одиночном и финалисткой в женском парном разряде, а на следующий год, уже после начала Второй мировой войны, снявшись с соревнований ещё перед первым кругом. Несмотря на ограниченную географию выступлений, Матьё 11 раз включалась в список десяти лучших теннисисток мира, ежегодно публикуемый газетой Daily Telegraph, и в 1932 году заняла в нём третью строчку, уступив только Хелен Уиллз-Муди и Хелен Джейкобс.

## Финалы турниров Большого шлема за карьеру
| Результат | Год  | Турнир                | Покрытие | Соперница в финале         | Счёт в финале |
| --------- | ---- | --------------------- | -------- | -------------------------- | ------------- |
| Поражение | 1929 | Чемпионат Франции     | Грунт    | Хелен Уиллз                | 3-6, 4-6      |
| Поражение | 1932 | Чемпионат Франции (2) | Грунт    | Хелен Уиллз-Муди           | 5-7, 1-6      |
| Поражение | 1933 | Чемпионат Франции (3) | Грунт    | Маргарет Скривен           | 2-6, 6-4, 4-6 |
| Поражение | 1935 | Чемпионат Франции (4) | Грунт    | Хильда Кравинкель-Сперлинг | 2-6, 1-6      |
| Поражение | 1936 | Чемпионат Франции (5) | Грунт    | Хильда Кравинкель-Сперлинг | 3-6, 4-6      |
| Поражение | 1937 | Чемпионат Франции (6) | Грунт    | Хильда Кравинкель-Сперлинг | 2-6, 4-6      |
| Победа    | 1938 | Чемпионат Франции     | Грунт    | Нелли Ландри               | 6-0, 6-3      |
| Победа    | 1939 | Чемпионат Франции (2) | Грунт    | Ядвига Енджеёвская         | 6-3, 8-6      |

| Результат | Год  | Турнир                  | Партнёрша                  | Соперницы в финале              | Счёт в финале  |
| --------- | ---- | ----------------------- | -------------------------- | ------------------------------- | -------------- |
| Поражение | 1930 | Чемпионат Франции       | Симона Барбье              | Элизабет Райан Хелен Уиллз-Муди | 3-6, 1-6       |
| Победа    | 1933 | Чемпионат Франции       | Элизабет Райан             | Колетт Розамбер Сильвия Энротен | 6-1, 6-3       |
| Победа    | 1933 | Уимблдонский турнир     | Элизабет Райан             | Фреда Джеймс Билли Йорк         | 6-2, 9-11, 6-4 |
| Победа    | 1934 | Чемпионат Франции (2)   | Элизабет Райан             | Хелен Джейкобс Сара Фабиан      | 3-6, 6-4, 6-2  |
| Победа    | 1934 | Уимблдонский турнир (2) | Элизабет Райан             | Дороти Андрус Сильвия Энротен   | 6-3, 6-3       |
| Поражение | 1935 | Уимблдонский турнир     | Хильда Кравинкель-Сперлинг | Фреда Джеймс Кей Стаммерс       | 1-6, 4-6       |
| Победа    | 1936 | Чемпионат Франции (3)   | Билли Йорк                 | Ядвига Енджеёвская Сьюзен Ноэл  | 2-6, 6-4, 6-4  |
| Победа    | 1937 | Чемпионат Франции (4)   | Билли Йорк                 | Дороти Андрус Сильвия Энротен   | 3-6, 6-2, 6-2  |
| Победа    | 1937 | Уимблдонский турнир (3) | Билли Йорк                 | Элси Голдсак Филлис Кинг        | 6-3, 6-3       |
| Победа    | 1938 | Чемпионат Франции (5)   | Билли Йорк                 | Нелли Адамсон Арлетт Альфф      | 6-3, 6-3       |
| Поражение | 1938 | Уимблдонский турнир (2) | Билли Йорк                 | Элис Марбл Сара Фабиан          | 2-6, 3-6       |
| Поражение | 1938 | Чемпионат США           | Ядвига Енджеёвская         | Элис Марбл Сара Фабиан          | 8-6, 4-6, 3-6  |
| Победа    | 1939 | Чемпионат Франции (6)   | Ядвига Енджеёвская         | Хелла Ковач Аличе Флориан       | 7-5, 7-5       |

| Результат | Год  | Турнир                | Партнёрша        | Соперницы в финале          | Счёт в финале |
| --------- | ---- | --------------------- | ---------------- | --------------------------- | ------------- |
| Победа    | 1937 | Чемпионат Франции     | Ивон Петра       | Мари-Луиза Хорн Ролан Журню | 7-5, 7-5      |
| Поражение | 1937 | Уимблдонский турнир   | Ивон Петра       | Элис Марбл Дон Бадж         | 1-6, 4-6      |
| Победа    | 1938 | Чемпионат Франции (2) | Драгутин Митич   | Нэнси Уинн Кристиан Буссю   | 2-6, 6-3, 6-4 |
| Поражение | 1939 | Чемпионат Франции     | Франьо Кукулевич | Сара Фабиан Элвуд Кук       | 6-4, 1-6, 5-7 |

## Дальнейшая карьера
Игровая карьера Матьё была прервана Второй мировой войной. В 1940 году она вернулась из США, чтобы присоединиться к «Свободной Франции» генерала де Голля. Матьё убедила де Голля создать при «Свободной Франции» вспомогательные женские войска — Женский добровольческий корпус, о формировании которого было объявлено 7 ноября 1940 года.
Сама Матьё состояла в Женском добровольческом корпусе с января 1941 года. За годы войны она дослужилась до звания капитана и в августе 1944 года вместе с де Голлем участвовала в марше по улицам освобождённого Парижа. 17 сентября 1944 года Матьё, в военной форме офицера Вооружённых сил Франции, судила на стадионе «Ролан Гаррос» «матч освобождения» между своим бывшим партнёром по миксту Ивоном Петра и Анри Коше.
В 1945—1947 годах Матьё ненадолго вернулась на корт, но возврат к игровой карьере не принёс серьёзных успехов. В дальнейшем Матьё продолжала военную службу в рядах Женского корпуса (в 1949—1960 годах), а также участвовала в издании основанного её мужем журнала Smash и ежегодных теннисных справочников.
Симона Матьё умерла в парижском предместье Шату в начале 1980 года. Она была офицером ордена Почётного легиона, а в 2006 году посмертно включена в списки Международного зала теннисной славы. В честь Симоны Матьё названы приз, вручаемый победительницам Открытого чемпионата Франции в женском парном разряде, и третий выставочный корт стадиона «Ролан Гаррос», открывшийся в 2019 году.